# Ferula blanchei
Ferula blanchei är en flockblommig växtart som beskrevs av Pierre Edmond Boissier. Ferula blanchei ingår i släktet stinkflokesläktet, och familjen flockblommiga växter. Inga underarter finns listade i Catalogue of Life.